# Helena Rakoczyová
Helena Rakoczyová, rozená Krzynóweková (23. prosince 1921 Krakov – 2. září 2014 Krakov), byla polská sportovní gymnastka.
Měřila 166 cm a vážila 55 kg. S gymnastikou začala roku 1934 v klubu Sokół Kraków. Věnovala se také baletu a atletice, po druhé světové válce přestoupila do Korony Kraków. V reprezentaci debutovala v roce 1949 v mezistátním utkání proti Maďarsku.
Na mistrovství světa ve sportovní gymnastice, které se konalo v červenci roku 1950 v Basileji, získala čtyři zlaté medaile. Zvítězila ve víceboji jednotlivkyň, v prostných, přeskoku a na kladině, byla třetí na bradlech a pátá v soutěži družstev. Na konci roku 1950 se stala polskou sportovkyní roku.
Na Letních olympijských hrách 1952 obsadila 8. místo v týmové soutěži a 43. místo ve víceboji. Na světovém šampionátu v roce 1954 získala bronz ve víceboji a na bradlech.
Na olympijských hrách v roce 1956 získala bronzovou medaili v sestavách družstev s nářadím, o které se Polsko dělilo se Sovětským svazem. Na melbournské olympiádě obsadila také čtvrté místo ve víceboji, páté místo na bradlech, sedmé místo v přeskoku a osmé v týmové soutěži. Získala 26 titulů mistryně Polska v gymnastice.
Po ukončení aktivní kariéry byla gymnastickou trenérkou a rozhodčí. Vedla polskou reprezentaci na třech olympiádách, pak působila u polských Američanů. V roce 1998 jí byl udělen Řád znovuzrozeného Polska a v roce 2004 byla jako první polská zástupkyně přijata do Síně slávy světové gymnastiky.